# Van Hasselt (geslacht)
Van Hasselt (ook: Copes van Hasselt, Abbema Copes van Hasselt en: Wilhelmy van Hasselt) is een Nederlands, van oorsprong Kleefs geslacht waarvan leden sinds 1663 bestuursfuncties in de Nederlanden vervullen.

## Geschiedenis
De stamreeks begint met de omstreeks 1530 geboren Johan van Hasselt die in 1569 zes-raad te Kleef was en daar in 1599 of 1600 overleed. Zijn achterkleinzoon Johan van Hasselt (1617-1689) werd in 1663 gerichtsman van het Landdrostambt van Zutphen en daarmee de stamvader van het in de Nederlanden gevestigde patriciaatsgeslacht.
In 1709 trouwde sergeant-majoor Jacob van Hasselt (1674-1723) met Ida Geertruida Copes (1681-1722); hun zoon dr. Johan Coenraad Copes van Hasselt (1709-1781) noemde zich Copes van Hasselt en werd de stamvader van de tak Copes van Hasselt.
Een nazaat van de laatste, kolonel Jan Willem Copes van Hasselt (1809-1888) trouwde in 1856 met Abrahamma Louisa Wilhelmina Abbema (1824-1912); hun zoon Jan Frederick Abbema Copes van Hasselt (1860-1936) verkreeg bij Koninklijk Besluit naamswijziging tot Abbema Copes van Hasselt en werd zo de stamvader van de tak Abbema Copes van Hasselt.
Jan Antoni van Hasselt (1815-1890) trouwde in 1845 met Gepke Wilhelmy (1824-1900); een kleinzoon van hen, Ludolf Theodorus Wilhelmy van Hasselt (1883-1962) verkreeg bij KB in 1926 naamswijziging tot Wilhelmy van Hasselt en werd zo de stamvader van de tak Wilhelmy van Hasselt.
De familie werd in 1911, in 1945 en in 2015 opgenomen in het genealogische naslagwerk Nederland's Patriciaat.

## Enkele telgen
- Maria Leopoldina Catharina van Hasselt (1779-1826); trouwde in 1802 met jhr. mr. Johan Brantsen (1786-1826),  jurist en politicus
- Wilhelmina Margaretha Constantia Carolina Copes van Hasselt (1782-1855); trouwde in 1805 met Frederik Benjamin Alexander Philip baron van der Capellen, luitenant-generaal en lid van de familie Van der Capellen
- Dr. Johan Conrad van Hasselt (1797-1823), arts
- Adriana Johanna Maria Catharina Jacoba van Hasselt (1821-1883); trouwde in 1854 met mr. Johan Willem Römer (1816-1899), procureur-generaal van de Hoge Raad der Nederlanden en lid van de familie Römer
- Anne Karel Philip Frederik Robert van Hasselt (1839-1908), ondernemer
- Jules van Hasselt (1844-1914), burgemeester
- Ir. Johan van Hasselt (1850-1917), directeur Publieke Werken Amsterdam
- Johan van Hasselt (1880-1945), directeur KNSM
- Barthold Theodoor Willem van Hasselt (1896-1960), president-directeur van Shell
- Johan Barthold Frans van Hasselt (1913-1942), verzetsstrijder
- Nicolaas Johannes Hendrikus van Hasselt (1924-2018), verzetsstrijder en huisarts
- Frans Gerard van Hasselt (1927-2011), journalist
- Elisabeth Henriette van Hasselt (1927-2014), sinds 1960 echtgenote van Albert Vogel jr. (1924-1982) en moeder van dr. Caroline de Westenholz (1954)
- Florentine Anne Martine Wilhelmy van Hasselt (1953), sinds 1977 echtgenote van ambassadeur mr. Sweder E.J.M. baron van Voorst tot Voorst (1950)

Geslachten die opgenomen zijn in het sinds 1910 verschijnende genealogische naslagwerk Nederland's Patriciaat. Lijst volgens opgave van het CBG Centrum voor familiegeschiedenis.
A · B · C · D · E · F · G · H · I · J · K · L · M · N · O · P · Q · R · S · T · U · V · W · Y · Z